# Saint-Geours-d'Auribat
Saint-Geours-d'Auribat [sɛ̃ ʒuʁ doʁibat] est une commune française située dans le département des Landes en région Nouvelle-Aquitaine.
Ses habitants sont appelés les Saint-Geournais.

## Géographie

### Localisation
Commune située dans la Chalosse en Auribat.
| - OpenStreetMap Limite communale. |

### Communes limitrophes
Les communes limitrophes sont Cassen, Gamarde-les-Bains, Onard, Poyanne et Vicq-d'Auribat.
| Vicq-d'Auribat (par un quadripoint) | Onard                  |         |
| Cassen                              | Saint-Geours-d'Auribat | Poyanne |
|                                     | Gamarde-les-Bains      |         |

### Climat
Pour des articles plus généraux, voir Climat de la Nouvelle-Aquitaine et Climat des Landes.
Historiquement, la commune est exposée à un climat océanique aquitain.  
En 2020, Météo-France publie une typologie des climats de la France métropolitaine dans laquelle la commune est exposée à un climat océanique et est dans la région climatique  Aquitaine, Gascogne, caractérisée par une pluviométrie abondante au printemps, modérée en automne, un faible ensoleillement au printemps, un été chaud (19,5 °C), des vents faibles, des brouillards fréquents en automne et en hiver et des orages fréquents en été (15 à 20 jours).
Pour la période 1971-2000, la température annuelle moyenne est de 13,3 °C, avec une amplitude thermique annuelle de 14,2 °C. Le cumul annuel moyen de précipitations est de 1 167 mm, avec 12,4 jours de précipitations en janvier et 7,6 jours en juillet. Pour la période 1991-2020, la température moyenne annuelle observée sur la station météorologique la plus proche, située sur la commune de Bégaar à 8 km à vol d'oiseau, est de 13,8 °C et le cumul annuel moyen de précipitations est de 1 114,1 mm,. Pour l'avenir, les paramètres climatiques de la commune estimés pour 2050 selon différents scénarios d’émission de gaz à effet de serre sont consultables sur un site dédié publié par Météo-France en novembre 2022.

## Urbanisme

### Typologie
Au 1er janvier 2024, Saint-Geours-d'Auribat est catégorisée commune rurale à habitat dispersé, selon la nouvelle grille communale de densité à sept niveaux définie par l'Insee en 2022.
Elle est située hors unité urbaine. Par ailleurs la commune fait partie de l'aire d'attraction de Dax, dont elle est une commune de la couronne,. Cette aire, qui regroupe 60 communes, est catégorisée dans les aires de 50 000 à moins de 200 000 habitants,.

### Occupation des sols

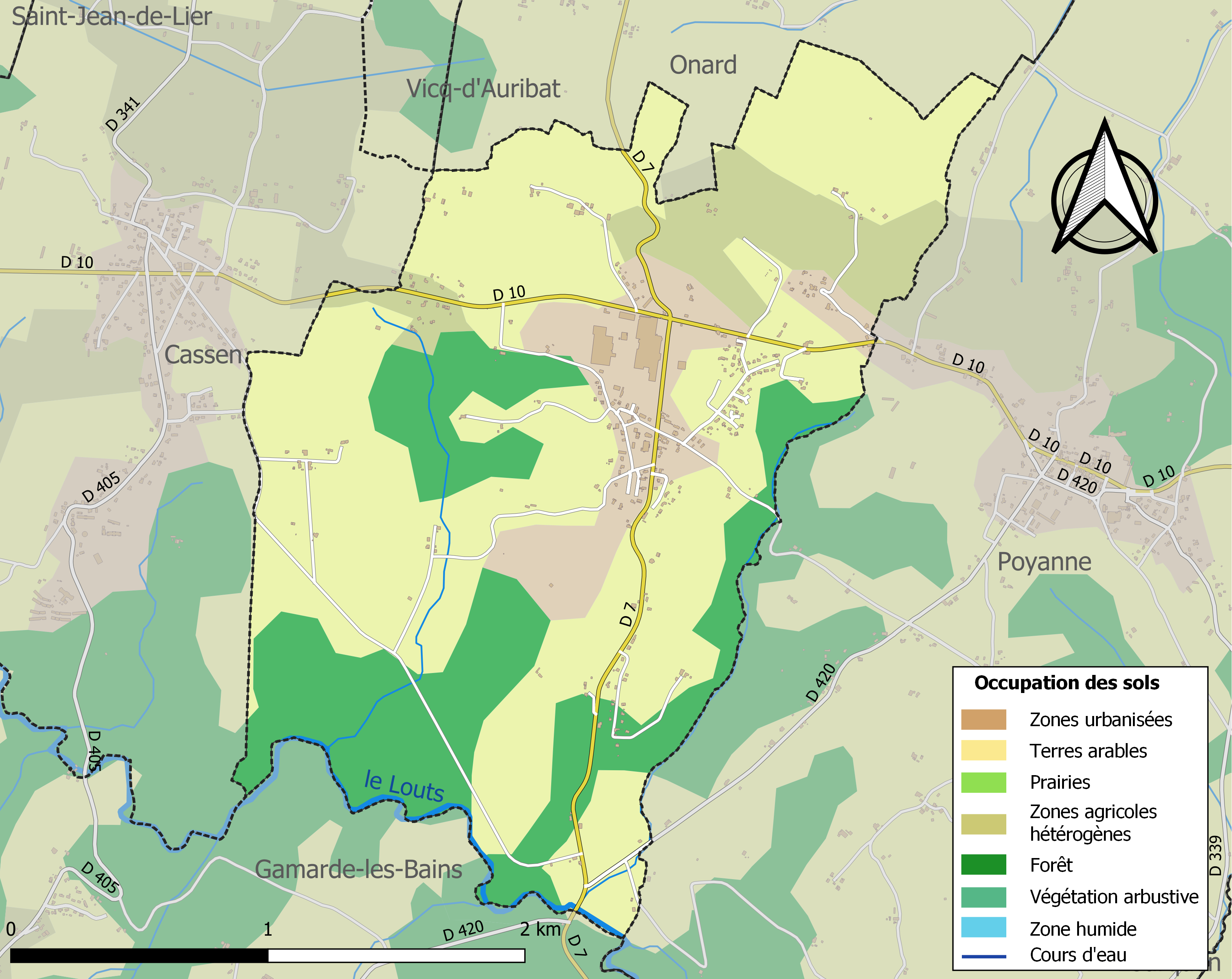
Carte des infrastructures et de l'occupation des sols de la commune en 2018 (CLC).

L'occupation des sols de la commune, telle qu'elle ressort de la base de données européenne d’occupation biophysique des sols Corine Land Cover (CLC), est marquée par l'importance des territoires agricoles (65,1 % en 2018), en augmentation par rapport à 1990 (63,6 %). La répartition détaillée en 2018 est la suivante : terres arables (56,3 %), forêts (24,1 %), zones urbanisées (10,8 %), zones agricoles hétérogènes (8,8 %). L'évolution de l’occupation des sols de la commune et de ses infrastructures peut être observée sur les différentes représentations cartographiques du territoire : la carte de Cassini (XVIIIe siècle), la carte d'état-major (1820-1866) et les cartes ou photos aériennes de l'IGN pour la période actuelle (1950 à aujourd'hui).

### Risques majeurs
Le territoire de la commune de Saint-Geours-d'Auribat est vulnérable à différents aléas naturels : météorologiques (tempête, orage, neige, grand froid, canicule ou sécheresse), inondations, mouvements de terrains et séisme (sismicité faible). Il est également exposé à un risque technologique,  le transport de matières dangereuses. Un site publié par le BRGM permet d'évaluer simplement et rapidement les risques d'un bien localisé soit par son adresse soit par le numéro de sa parcelle.

#### Risques naturels
Certaines parties du territoire communal sont susceptibles d’être affectées par le risque d’inondation par débordement de cours d'eau, notamment le Louts. La commune a été reconnue en état de catastrophe naturelle au titre des dommages causés par les inondations et coulées de boue survenues en 1999 et 2009,.
Les mouvements de terrains susceptibles de se produire sur la commune sont des tassements différentiels.

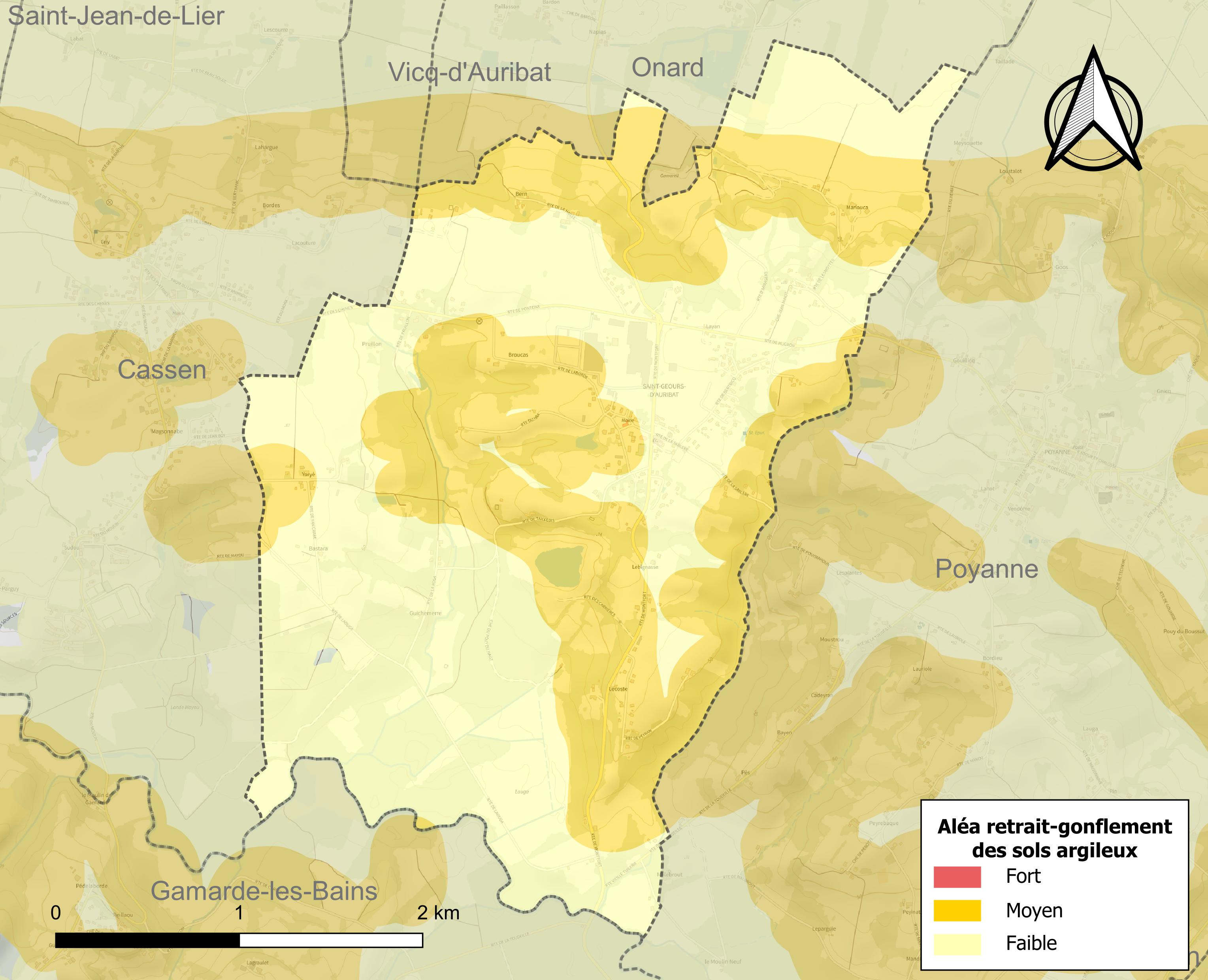
Carte des zones d'aléa retrait-gonflement des sols argileux de Saint-Geours-d'Auribat.

Le retrait-gonflement des sols argileux est susceptible d'engendrer des dommages importants aux bâtiments en cas d’alternance de périodes de sécheresse et de pluie. 42,4 % de la superficie communale est en aléa moyen ou fort (19,2 % au niveau départemental et 48,5 % au niveau national). Sur les 176 bâtiments dénombrés sur la commune en 2019,  63 sont en aléa moyen ou fort, soit 36 %, à comparer aux 17 % au niveau départemental et 54 % au niveau national. Une cartographie de l'exposition du territoire national au retrait gonflement des sols argileux est disponible sur le site du BRGM,.
Concernant les mouvements de terrains, la commune a été reconnue en état de catastrophe naturelle au titre des dommages causés par la sécheresse en 1989 et 2003 et par des mouvements de terrain en 1999.

#### Risques technologiques
Le risque de transport de matières dangereuses sur la commune est lié à sa traversée par une ou des infrastructures routières ou ferroviaires importantes ou la présence d'une canalisation de transport d'hydrocarbures. Un accident se produisant sur de telles infrastructures est susceptible d’avoir des effets graves sur les biens, les personnes ou l'environnement, selon la nature du matériau transporté. Des dispositions d’urbanisme peuvent être préconisées en conséquence.

## Toponymie
Saint Geours = Saint Georges
Auribat, issu du latin aurum : « or », et du gascon vath (prononcé bate) : « val »  signifie « vallée dorée »[réf. nécessaire].

## Histoire
Ancienne bastide[réf. nécessaire].
Au cours de la période de la Convention nationale (1792-1795), la commune porta le nom révolutionnaire de Franc-Lous.
Lors de la rétrocession d'une partie du territoire de la commune de Saint-Geours-d'Auribat à celui de Poyanne en 1860, la commune perdra environ 400 habitants lesquels se trouveront rattachés à Poyanne.

## Politique et administration

### Liste des maires
| Période                                  | Période  | Identité           | Étiquette | Qualité                  |
| ---------------------------------------- | -------- | ------------------ | --------- | ------------------------ |
| Les données manquantes sont à compléter. |          |                    |           |                          |
| mars 2001                                | 2008     | Andrée Saubusse    |           |                          |
| mars 2008                                | 2020     | Monique De Chauton | DVG       | Retraitée de l'industrie |
| 2020                                     | En cours | Yves Ducournau     |           |                          |

### Politique environnementale
Dans son palmarès 2024, le Conseil national de villes et villages fleuris de France a attribué une fleur à la commune.

## Démographie
| 1793 | 1800 | 1806 | 1821 | 1831 | 1836 | 1841 | 1846 | 1851 |
| ---- | ---- | ---- | ---- | ---- | ---- | ---- | ---- | ---- |
| 747  | 730  | 773  | 772  | 900  | 882  | 849  | 824  | 815  |

| 1856 | 1861 | 1866 | 1872 | 1876 | 1881 | 1886 | 1891 | 1896 |
| ---- | ---- | ---- | ---- | ---- | ---- | ---- | ---- | ---- |
| 859  | 409  | 408  | 417  | 440  | 443  | 406  | 374  | 377  |

| 1901 | 1906 | 1911 | 1921 | 1926 | 1931 | 1936 | 1946 | 1954 |
| ---- | ---- | ---- | ---- | ---- | ---- | ---- | ---- | ---- |
| 389  | 414  | 388  | 360  | 347  | 335  | 317  | 300  | 332  |

| 1962 | 1968 | 1975 | 1982 | 1990 | 1999 | 2006 | 2011 | 2016 |
| ---- | ---- | ---- | ---- | ---- | ---- | ---- | ---- | ---- |
| 321  | 299  | 249  | 248  | 260  | 279  | 308  | 360  | 411  |

| 2021 | 2022 | - | - | - | - | - | - | - |
| ---- | ---- | - | - | - | - | - | - | - |
| 413  | 410  | - | - | - | - | - | - | - |

## Lieux et monuments
- Église Saint-Georges de Saint-Geours-d'Auribat.

## Personnalités liées à la commune
- Louis Samson Batbedat (1751-1814), homme politique.